# Artigisa
Artigisa là một chi bướm đêm thuộc họ Erebidae.

## Các loài
- Artigisa byrsopa Lower, 1903
- Artigisa dentilinea Turner, 1909
- Artigisa impropria Walker, 1865
- Artigisa lignicolaria Walker, 1866
- Artigisa melanephele Hampson, 1914
- Artigisa nigrosignata Walker, [1863]